# Brudzew
Brudzew (deutsch Brudzew) ist ein Dorf im Powiat Turecki der Woiwodschaft Großpolen in Polen. Es ist Sitz einer Landgemeinde mit etwa 6000 Einwohnern.

## Gemeinde
Zur Landgemeinde (gmina wiejska) Brudzew gehören 24 Dörfer mit einem Schulzenamt (sołectwo).